# Клаймакс
Ковънтри Клаймакс е британска фирма за производство на мотокари, пожарни помпи и двигатели за автомобили. Компанията е основана през 1903 г. Компанията първо става известна с производството на двигатели за трактор използван за антарктическата експедиция на сър Ърнест Шакалтън през 1914 г.

## Участие във Формула 1
Първият Ковънтри Клаймакс състезателен двигател участва през 1954 г. в „24-те часа на Льо Ман“ като шасито е на Киифт, но тогава не успява да завърши състезанието. На следващата година първите двигатели Клаймакс започват да се появяват във Формула 1 в задната част на шасито в екипа на Купър. Стърлинг Мос печели първата победа за компанията във Формула 1 в Аржентина през 1958 година, с помощта на 1,9-литрова версия на двигателя. В общи линии, обаче двигателите не са достатъчно силни да се конкурират с 2,5-литрови машини.
През 1959 г. Джак Брабам печели световния шампионат с 2,5-литрова версия на FPF двигателя и шаси на Купър. В същото време фирмата произвежда FWE двигател за Лотус и заедно постигат значителни успехи в спортните състезателни коли, със серия от победи на Льо Ман "в началото на 1960 г.
През 1961 г. е произведен нов 1,5-литров двигател за Формула 1, на модела FPF бе даден нов живот, въпреки че компанията започва работа над V8 двигател FWMW. Този модел двигател започва да печели състезания през 1962 година с Джим Кларк и има общо 22 победи до 1966 г., когато се въвеждат новите 3-литрови двигатели във Формула 1.

### Формула 1 двигатели
както следва:
- 1954 2,5 литра V-8 2,94 х 2,80 "264 к.с. (197 кВ) @ 7900 об. / мин Godiva
- 1959 2,5 литра 4 цилиндъра 3,70 х 3,50 "220 к.с. (160 кВ) @ 6500 об. / мин
- 1960 2,5 литра 4 цилиндъра 3,70 х 3,54 "240 к.с. (180 кВ) @ 6750 об. / мин
- 1960 1,5 литра 4 цилиндъра 3,20 х 2,80 "Формула 2
- 1961 2,75 литра 4 цилиндъра 3,78 х 3,74 "Индианаполис и Формула Безплатно
- 1961 1,5 литра 4 цилиндъра 3,22 х 2,80 "150 к.с. (110 кВ) @ 7500 об. / мин
- 1962 1,5 литра V-8 2,48 х 2,36 "180 к.с. (130 кВ) @ 8500 об. / мин
- 1963 1,5 литра V-8 2,675 х 2,03 "195 кс (145 кВ) @ 9500 об. / мин инжектиране на гориво
- 1964 1,5 литра V-8 2,85 х 1,79 "200 к.с. (150 кВ) @ 9750 об. / мин
- 1965 1,5 литра V-8 2,85 х 1,79 "210 к.с. (160 кВ) @ 10500 об / мин 4 клапана / цил
- 1966 2 литра V-8 2,85 х 2,36 "244 к.с. (182 кВ) @ 8900 об. / мин 4 клапана / цил
- 1965 1,5 литър F-16 2,13 х 1,60 "220/225 к.с. @ 12000 об / мин 2 клапан / цил (209 измерена к.с.)

## Двигател FWMV
1,5 литров FWMV V8 направи своя дебют през 1961 година. Той произвежда 174 к.с. (130 кВт) и е инсталиран в колите на екипите Купър, Лотус и Брабам и постига общо 22 победи.